# Jaroslava Honcová
Jaroslava Honcová, rozená Libická (5. února 1930 Praha – 5. září 2015 Praha), byla česká historička a archivářka. Zabývala se dějinami zemědělství, sociologií venkova, regionální historií (zejména Říčanska), dějinami vědy, genealogií a prosopografií.
Jejím manželem byl historik a genealog Jaroslav Honc (1925–1999).

## Život
Narodila se do rodiny lékaře MUDr. Alexandra Libického (1894–1945), pracujícího ve Státním ústavu pro zkoumání potravin v Praze. K historii ji přivedl zájem o předky, hlavně Pavla Libického z Libic, který byl komorníkem při Deskách zemských a vyřizoval pozůstalost po Albrechtu Smiřickém. Praděd Honcové, Alexandr Donát Libický (1821–1875), městský účetní, sepsal dějiny Pardubic, které však zůstaly jen v rukopise. Děd Josef Libický (1859–1920) byl učitelem, školním inspektorem a jednatelem Ústřední matice školské.
Po maturitě na reálném gymnáziu nastoupila na Filosofickou fakultu Univerzity Karlovy v Praze, kde vystudovala obor historie – archivnictví a ukončila studium státní zkouškou a promocí v roce 1953. Aby prohloubila své znalosti z oblasti zemědělství, potřebné ke zpracování dějin zemědělské výroby, vystudovala dálkově i Vysokou školu zemědělskou, již absolvovala v roce 1963. Titul kandidátky historických věd získala za obhajobu kandidátské disertační práce na téma „Zemědělské výrobní družstevnictví za předmnichovské republiky.“
Již během studia na filozofické fakultě byla zaměstnána jako kopistka /pomocná vědecká síla/ v Ústředním zemědělsko-lesnickém archivu, kde se seznámila s archivním materiálem k dějinám zemědělství a působila zde i po dokončení studia jako vědecká pracovnice. V letech 1956–1959 pracovala v Československé akademii zemědělských věd, v dalších pěti letech v Zemědělském muzeu na Zámku Kačina a od roku 1966 pak v Institutu sociologie venkova, resp. Výzkumném ústavu zemědělské ekonomiky. V letech 1993–1995 působila ve Státním okresním archivu Praha – východ se sídlem v Nehvizdech.
Z profesních důvodů i osobního zájmu byla aktivně činná v řadě organizací, byla čestnou členkou České genealogické a heraldické společnosti, přední pracovnicí Společnosti Viktora Dyka, členkou Českého červeného kříže aj.
Většinu svého života žila v Praze, pobývala i ve svém druhém bytě v Říčanech.

## Dílo

### Kniha
- Kapitoly z dějin Říčan (1997) - spolu s Jaroslavem Honcem, Alexandrou Špiritovou ad.

### Články/studie v periodikách (výběr)
- Vznik a význam zemědělských účetnických ústavů v Českých zemích do roku 1918. In: Vědecké práce Zemědělského muzea. 28 (1989-1990 [vyd. 1990]), s. 47-66.
- O rodině Viktora Dyka. In: Listy Genealogické a heraldické společnosti v Praze 11, č. 3-4 (1991), s. 1-24.
- Vznik a rozvoj českých zemědělských družstev do roku 1938. In: Sociologie venkova a zemědělství 28, č. 2 (1992), s. 93-101.
- Úloha českých hospodářských spolků v rozvoji zemědělského pokroku. In: Genealogické a heraldické listy 19, č. 3-4 (1999), s. 38-48.
- Literární pozůstalost PhDr. Jaroslava Honce. In: Časopis Národního muzea. Řada historická. 174, č. 1-2 (2005), s. 90-96.
- Korupční aféra poslance Albína Chalupy z roku 1928 a její důsledky pro zemědělské výrobní družstevnictví. In: Paginae historiae: sborník Národního archivu 17 (2009), s. 6-28.